# John Pike
John Pike (* 1911 in Boston, Massachusetts; † 1979 in Woodstock, New York) war ein US-amerikanischer Aquarellmaler, Illustrator, Kunstlehrer, Autor und Erfinder. Er erlangte insbesondere für seine Arbeiten in der Aquarelltechnik Bekanntheit.

## Leben
John Pike studierte bei Charles Hawthorne und Richard Miller in der Künstlerkolonie Provincetown in Massachusetts. Bereits im Alter von 16 Jahren veranstaltete er seine erste Einzelausstellung; im Verlauf seiner Karriere folgten über 60 weitere. Seine ersten Auslandsreisen führten ihn im Alter von 20 Jahren nach Jamaika, wo er unter anderem Werbegrafiken für die Rumindustrie anfertigte, Geschäfte und Nachtklubs gestaltete und das Carib Theatre in Kingston für MGM entwarf. Als offizieller Künstler der United States Air Force dokumentierte er militärische Aktivitäten in Ländern wie Grönland, Ecuador, Kolumbien, Frankreich, Deutschland, Taiwan, Korea, Japan und Ägypten. Seine Werke aus dieser Zeit befinden sich in der Dauersammlung der U.S.A.F. Academy in Colorado Springs sowie im Pentagon in Washington, D.C. Ab 1966 organisierte Pike internationale Malreisen und Workshops in zahlreichen Ländern, darunter England, Frankreich, Italien, Griechenland, Spanien, Marokko, Mexiko, Australien, Indien, Iran, Thailand, Tansania und Norwegen.
Er illustrierte Titelblätter für Zeitschriften wie Life, Reader’s Digest, Cosmopolitan, Time, The New Yorker und American Artist. Als Illustrator war er für Collier’s, Fortune und True tätig. Er erhielt Industrieaufträge von Unternehmen wie Standard Oil, Alcoa, Lederle Labs, Equitable Life, National Cash Register, General Tire und General Motors. John Pike stellte unter anderem im Metropolitan Museum of Art, im Smithsonian National Museum, in den Grand Central Art Galleries, in den Ferrargil Galleries sowie im World Trade Center in New York aus. Seine Werke waren Teil der Kunstausstellung der Vereinten Nationen und befinden sich in öffentlichen und privaten Sammlungen auf der ganzen Welt. Er nahm an der Ausstellung 200 Years of American Watercolor im Metropolitan Museum of Art teil. Zu seinen Auszeichnungen zählen der Preis der American Watercolor Society, der National Hallgarten Prize, der Salmagundi Black and White Prize, der Watercolor U.S.A. Award, der National Academy Walter Briggs Memorial Award (1974), der William A. Patton Prize (1976), der John Young Hunter Award, der Helen Gould Kennedy Award sowie die Goldmedaille der Franklin Mint. John Pike war Mitglied der National Academy, der American Watercolor Society, der Society of Illustrators, der Art Students League, des Salmagundi Clubs und der Woodstock Art Association. Als offizieller Künstler der Apollo-10-Mission arbeitete er für die National Gallery of Art und die NASA. Er veröffentlichte die Lehrbücher Watercolor und John Pike Paints Watercolors und erfand die patentierte „John Pike Palette“ sowie die „John Pike’s Perspective Machine“.
Sein Sommeratelier befand sich in Woodstock, New York, wo er die „John Pike Watercolor School“ betrieb. Die Schule widmete sich ausschließlich dem Aquarell und zog zahlreiche professionelle Künstler aus Ateliers, Werbeagenturen und Unternehmen zur Weiterbildung an.